# Ahmet Kaya
Ahmet Kaya (ur. 28 października 1957 w Malatya, zm. 16 listopada 2000 w Paryżu) – turecki piosenkarz oraz poeta pochodzenia kurdyjskiego. 

## Życiorys

### Młodość
Ahmet Kaya urodził się 28 października 1957 roku w miejscowości Malataya, jako piąte i ostatnie dziecko w rodzinie. Jego matka była Turczynką, ojciec natomiast był Kurdem i pochodził z Adiyaman, skąd wyjechał w poszukiwaniu pracy. W Malataya znalazł pracę jako robotnik w fabryce tekstyliów.
Kiedy Kaya miał kilka lat, ojciec zauważył jego zainteresowanie muzyką i, jako prezent urodzinowy dla syna, przyniósł do domu bağlamę. W wieku dziewięciu lat Ahmet pierwszy raz wystąpił przed publicznością. Miało to miejsce podczas festynu z okazji Święta Pracy, organizowanego przez współpracowników jego ojca.

### Kariera muzyczna
W latach 70 Ahmet wraz z rodziną wyjechali do Stambułu. Tam młody piosenkarz musiał rzucić szkołę i pomóc rodzinie w utrzymaniu się. Wraz ze swoimi znajomymi zaczął jeździć po terenie całej Turcji i dawać koncerty. W tym samym czasie, Ahmet zaczął angażować się w działalność polityczną. Przez większą część swojego życia związany był z różnymi ruchami robotniczymi. Duży wpływ wywarła na niego śmierć kolegi, który podczas obchodów Święta Pracy 1 maja 1977 roku na Taksim Meydanı został postrzelony przez niezidentyfikowanego sprawcę. Niedługi czas potem Ahmet trafił również do aresztu za rozwieszanie plakatów.  
W pierwszej połowie lat 80. Ahmet Kaya próbował znaleźć producenta muzycznego, który wydałby jego pierwszą płytę. Większość wydawnictw jednak odmawiała mu ze względu na polityczny wymiar tekstów piosenek, które krytykowały ówczesne władze Turcji. Dopiero w 1985 udało mu się wydać swoją pierwszą płytę Ağlama Bebeğim. Niedługi czas potem został aresztowany przez tureckie władze i wytoczono mu proces. W ciągu całej swojej kariery wiele razy był oskarżany przez władze tureckie o szerzenie antypaństwowej propagandy.   
10 lutego 1999 roku, podczas ceremonii wręczania nagrody Muzyka Roku, którą otrzymał Ahmet Kaya, piosenkarz wywołał skandal w tureckich mediach. Dotychczas teksty swoich piosenek pisał w języku tureckim, na ceremonii natomiast ogłosił, że będzie chciał tworzyć muzykę w języku kurdyjskim. Owa deklaracja wywołała oburzenie wśród tureckich celebrytów i widowni, co ostatecznie stało się powodem jego wyjazdu z Turcji i zamieszkania w Paryżu.      

### Wygnanie i śmierć
Po ucieczce do Francji turecki sąd wydał na niego wyrok trzech lat i dziewięciu miesięcy pozbawienia wolności za szerzenie "separatystycznej propagandy".      
Zmarł w Paryżu 16 listopada 2000 na zawał serca.     

## Życie prywatne
Jego pierwszą żoną była Emine, z którą miał córkę Ciğdem.
Drugą jego żoną została Gülten Hayaloğlu, z którą miał córkę Melis. 

## Dyskografia
- Ağlama Bebeğim (1985)
- Acılara Tutunmak (1985)
- Şafak Türküsü (1986)
- An Gelir (1986)
- Yorgun Demokrat (1987)
- Başkaldırıyorum (1988)
- Resitaller-1 (1989)
- İyimser Bir Gül - Kod Adı Bahtiyar (1989)
- Resitaller-2 (1990)
- Sevgi Duvarı (1990)
- Başım Belada (1991)
- Dokunma Yanarsın (1992)
- Tedirgin (1993)
- Şarkılarım Dağlara (1994)
- Beni Bul (1995)
- Yıldızlar ve Yakamoz (1996)
- Dosta Düşmana Karşı (1998)

Pośmiertnie:
- Hoşçakalın Gözüm (2001)
- Biraz da Sen Ağla (2003)
- Kalsın Benim Davam (2005)
- Gözlerim Bin Yaşında (2006)
- Babaero Ahmet Kaya Yanlizim (2012)